# کوین سیسا
کوین سیسا (انگلیسی: Kevin Sessa؛ زادهٔ ۶ ژوئیهٔ ۲۰۰۰) بازیکن فوتبال اهل آرژانتین است.
از باشگاه‌هایی که در آن بازی کرده‌است می‌توان به باشگاه فوتبال هایدنهایم اشاره کرد.